# Bocian (Mazovie)
Pour les articles homonymes, voir Bocian.
Bocian (prononciation : [ˈbɔt͡ɕan]) est un village polonais de la gmina de Kołbiel dans le powiat d'Otwock de la voïvodie de Mazovie dans le centre-est de la Pologne.
Le village compte approximativement une population de 193 habitants en 2010.

## Histoire
De 1975 à 1998, le village appartenait administrativement à la voïvodie de Siedlce.